# 275225 Kotarbinski
275225 Kotarbinski è un asteroide della fascia principale. Scoperto nel 2009, presenta un'orbita caratterizzata da un semiasse maggiore pari a 2,348231 UA e da un'eccentricità di 0,086710, inclinata di 6,721516° rispetto all'eclittica.